# 장충식 (미술사학자)
장충식(張忠植.1941년 7월 15일∼ 2005년 4월 30일)은 대한민국의 미술사학자이다. 동국대학교 박물관장으로 재직 중 정년을 얼마 안남기고 별세하였다.

## 수상
- 김세중기념사업회 한국미술저작상
- 한국미술사학회 우현학술상 (1987년)
- 경주시문화상
- 뇌허불교학술상